# Ханс Ример (аустријски политичар)
Ханс Ример (2. август 1901 — 26. децембар 1963) је био аустријски политичар из Социјалдемократске партије Аустрије (СПО). Од 1949. до 1956. био је члан Аустријског парламента, а од 1956. до 1963. члан градског већа Беча, а у првој половини 1955. године био је на функцији председника Савезног већа Аустрије.

## Изабрана дела
Римерове књиге су од значаја истраживачима савремене историје Беча и Аустрије. У издању издавачких кућа из Беча изашли су следећи наслови:
- Ewiges Wien: eine komunalpolitische skizze [Eternal Vienna: a Communal Political Eternal Vienna: A Comunal Political Sketch] (на језику: немачки). Verlag für Jugend und Volk. 1945. „mit 63 Abbildungen und 3 Tabellen. Geleitwort von Bürgermeister General A.D. Theodor Körner”
- Riemer, Hans (1947). Perle Wien: Ein Bilderbuch aus Wiens schlimmsten Tagen [This pearl Vienna: A picture book from Vienna's worst days] (на језику: немачки). Превод: de Ferro, Patricia.
- Wien dankt seinen Helfern, Eine Darstellung der Auslandshilfe im 1. Jahre ihrer Wirksamkeit [Vienna thanks its helpers, A representation of foreign aid] (на језику: немачки). 1947.
- Wien baut auf: 2 Jahre Wiederaufbau [Vienna builds up: 2 years of reconstruction] (на језику: немачки). 1947.
- Die Finanzlage der österreichischen Gemeinden, Referat auf dem 3. Gewerkschaftstag der Gemeindebediensteten [The financial situation of the Austrian municipalities, presentation at the 3rd trade union day of the municipal employees] (на језику: немачки). 1955-02-09.